# جبريل برتراند
جبريل برتراند (بالفرنسية: Gabriel Bertrand)‏ هو كيميائي وعالم كيمياء حيوية فرنسي، ولد في 17 مايو 1867 في باريس في فرنسا، وتوفي بنفس المكان في 20 يونيو 1962.